# Maria Farnese
Maria Caterina Farnese (Parma, 18 febbraio 1615 – Sassuolo, 25 luglio 1646) fu duchessa di Modena come prima moglie di Francesco I d'Este.

## Biografia
Maria era figlia di Ranuccio I Farnese, duca di Parma e Piacenza, e di sua moglie, Margherita Aldobrandini, nipote di papa Clemente VIII. Maria era la sesta figlia e la seconda figlia sopravvissuta della coppia.

## Matrimonio
Quando raggiunse l'età per sposarsi si pensò a un matrimonio tra lei e Carlo II d'Inghilterra, ma i piani matrimoniali non si concretizzarono mai e Carlo sposò invece Caterina di Braganza.
Si fidanzò con Francesco I d'Este, duca di Modena e Reggio (1610-1658), figlio di Alfonso III d'Este (1591-1644), che aveva abdicato nel 1629 prendendo i voti col nome di Giovan Battista da Modena, e della principessa Isabella di Savoia (1591-1626). Il matrimonio venne celebrato l'11 gennaio 1631 a Parma. La coppia ebbe nove figli:
- Alfonso Giovanni Maria Rocco (3 marzo 1632-20 marzo 1632[4]);
- Alfonso (1634-1662), che sposò Laura Martinozzi;
- Isabella d'Este (1635-1666), sposò Ranuccio II Farnese;
- Eleonora (1639-1640);
- Tedaldo (1640-1643);
- Almerico (1641-1660);
- Eleonora (1643-1722), suora;
- Maria (1644-1684), sposò Ranuccio II Farnese vedovo di sua sorella;
- Tedaldo (25 luglio 1646-settembre 1646[5]).

## Morte
Maria morì di parto il 25 luglio 1646 a Sassuolo. Il marito si risposò con sua sorella Vittoria e, rimasto di nuovo vedovo nel 1649, con Lucrezia Barberini.

## Ascendenza
|                                 |                      |                      | Genitori                    |  |  | Nonni |  |  | Bisnonni        |  |  | Trisnonni          |  |
|                                 |                      |                      |                             |  |  |       |  |  | Ottavio Farnese |  |  | Pier Luigi Farnese |  |
|                                 |                      |                      |                             |  |  |       |  |  | Ottavio Farnese |  |  | Pier Luigi Farnese |  |
|                                 |                      | Gerolama Orsini      |                             |  |  |       |  |  | Ottavio Farnese |  |  |                    |  |
| Alessandro Farnese              |                      |                      |                             |  |  |       |  |  | Ottavio Farnese |  |  |                    |  |
|                                 |                      | Margherita d'Austria | Carlo V d'Asburgo           |  |  |       |  |  |                 |  |  |                    |  |
|                                 |                      | Margherita d'Austria | Carlo V d'Asburgo           |  |  |       |  |  |                 |  |  |                    |  |
|                                 |                      | Margherita d'Austria | Giovanna van der Gheynst    |  |  |       |  |  |                 |  |  |                    |  |
| Ranuccio I Farnese              |                      | Margherita d'Austria |                             |  |  |       |  |  |                 |  |  |                    |  |
|                                 |                      | Eduardo d'Aviz       | Manuele I del Portogallo    |  |  |       |  |  |                 |  |  |                    |  |
|                                 |                      | Eduardo d'Aviz       | Manuele I del Portogallo    |  |  |       |  |  |                 |  |  |                    |  |
|                                 |                      | Eduardo d'Aviz       | Maria di Trastámara         |  |  |       |  |  |                 |  |  |                    |  |
| Maria d'Aviz                    |                      | Eduardo d'Aviz       |                             |  |  |       |  |  |                 |  |  |                    |  |
|                                 |                      | Isabella di Braganza | Giacomo di Braganza         |  |  |       |  |  |                 |  |  |                    |  |
|                                 |                      | Isabella di Braganza | Giacomo di Braganza         |  |  |       |  |  |                 |  |  |                    |  |
|                                 |                      | Isabella di Braganza | Doña Leonor Pérez de Guzmán |  |  |       |  |  |                 |  |  |                    |  |
| Maria Farnese                   |                      | Isabella di Braganza |                             |  |  |       |  |  |                 |  |  |                    |  |
|                                 | Giorgio Aldobrandini | Giacomo Aldobrandini |                             |  |  |       |  |  |                 |  |  |                    |  |
|                                 | Giorgio Aldobrandini | Giacomo Aldobrandini |                             |  |  |       |  |  |                 |  |  |                    |  |
|                                 | Giorgio Aldobrandini | Bartolomea Ambrogi   |                             |  |  |       |  |  |                 |  |  |                    |  |
| Giovanni Francesco Aldobrandini | Giorgio Aldobrandini |                      |                             |  |  |       |  |  |                 |  |  |                    |  |
|                                 |                      | Margherita Del Corno | Donato Del Corno            |  |  |       |  |  |                 |  |  |                    |  |
|                                 |                      | Margherita Del Corno | Donato Del Corno            |  |  |       |  |  |                 |  |  |                    |  |
|                                 |                      | Margherita Del Corno | …                           |  |  |       |  |  |                 |  |  |                    |  |
| Margherita Aldobrandini         |                      | Margherita Del Corno |                             |  |  |       |  |  |                 |  |  |                    |  |
|                                 |                      | Pietro Aldobrandini  | Silvestro Aldobrandini      |  |  |       |  |  |                 |  |  |                    |  |
|                                 |                      | Pietro Aldobrandini  | Silvestro Aldobrandini      |  |  |       |  |  |                 |  |  |                    |  |
|                                 |                      | Pietro Aldobrandini  | Lisa Dati                   |  |  |       |  |  |                 |  |  |                    |  |
| Olimpia Aldobrandini            |                      | Pietro Aldobrandini  |                             |  |  |       |  |  |                 |  |  |                    |  |
|                                 |                      | Flaminia Ferracci    | …                           |  |  |       |  |  |                 |  |  |                    |  |
|                                 |                      | Flaminia Ferracci    | …                           |  |  |       |  |  |                 |  |  |                    |  |
|                                 |                      | Flaminia Ferracci    | …                           |  |  |       |  |  |                 |  |  |                    |  |
|                                 |                      | Flaminia Ferracci    |                             |  |  |       |  |  |                 |  |  |                    |  |